# Universidad Rey Saúd
La Universidad Rey Saúd (en árabe: جامعة الملك سعود) es una universidad pública ubicada en Riad, Arabia Saudita. Fue fundada en 1957 por el rey Saúd bin Abdul Aziz como la Universidad de Riad, como la primera universidad en el reino dedicada a temas no religiosos. La universidad fue creada para satisfacer la escasez de trabajadores calificados en Arabia Saudita. Su nombre se cambió a la Universidad Rey Saúd en 1982. 
El cuerpo estudiantil de la institución consiste en cerca de 37 874 estudiantes de ambos sexos. Estudiantes anteriores incluyen el Príncipe Mohamed bin Salmán y su hermano Turki bin Salmán.
La segregación de los sexos llevó en 2014 a una tragedia. Una estudiante sufrió un ataque de corazón y las autoridades no han admitido acercarse a ella a sanitarios varones, debido a la ausencia de una ayuda médica instantánea la universitaria murió.